# Araschnia clossi
Araschnia clossi är en fjärilsart som beskrevs av Krombach 1916. Araschnia clossi ingår i släktet Araschnia och familjen praktfjärilar. Inga underarter finns listade i Catalogue of Life.